# Festival du livre gourmand
Le Festival du livre gourmand (anciennement le Salon international du livre gourmand) est un festival gastronomique et littéraire français à Périgueux, en Dordogne, se déroulant initialement tous les deux ans (années paires) puis tous les ans, en novembre.

## Présentation
Alors maire adjoint à la culture de la ville de Périgueux, Xavier Darcos décide d'organiser le premier Salon du livre gourmand à Périgueux en novembre 1990.
Organisé les années paires, le Salon international du livre gourmand rassemble des cuisiniers et des « gourmands », en leur montrant des spectacles et des expositions liés à la gastronomie, ceux-là accueillis par les salles de spectacle de la ville.
Le meilleur ouvrage de cuisine de l'année est récompensé par les prix La Mazille. Remis dans le cadre du salon depuis 1990, le nom de ces prix vient du pseudonyme d'Andrée Maze (1891-1984), qui publie La Bonne Cuisine du Périgord en 1929. Trois catégories sont distinguées : le Prix La Mazille National, rejoint par le Prix La Mazille International et le Prix de la ville de Périgueux depuis 1994.
En novembre 2018 s'est déroulée sa 15e édition dont le président d'honneur était Pierre Hermé. Sur trois jours, la manifestation a rassemblé une centaine d'auteurs de livres culinaires, présenté 5 000 livres et organisé environ 200 évènements (conférences, cours de cuisine, débats, dégustations et tables rondes). Environ 10 000 visiteurs l'ont fréquenté, contre 18 000 deux ans auparavant.
En 2021, la ville de Périgueux le rebaptise Festival du livre gourmand et la manifestation devient annuelle. En novembre 2024 se tient sa 19e édition, présidée par Thierry Marx. Sur les trois jours, la manifestation a attiré 22 000 spectateurs qui ont « pu rencontrer 84 auteurs et participer à 76 rendez-vous éditoriaux ».

## Palmarès
Le prix La Mazille a été décerné à :
- 2024 : Ma vie frottée d’ail, de Gui Gedda, éditions de l’Épure[10]
- 2023 : De Rio à Paris, ma cuisine de cœur, d’Alessandra Montagne-Gomez, Éditions Flammarion
- 2022 : Le bon savoir du fromage de Pierre Coulon, éditions First ;
- 2021 : L’esprit Chapel de Suzanne Chapel et Laurent Feneau, Éditions de l'Épure.

Le prix Dame Tartine a été décerné à :
- 2024 : Mes super desserts de fête !, de Delphine Lebrun, éditions Mango [10].
- 2023 : Les recettes du Père Noël, de Quand Margot Pâtisse Éditions Gründ.

- 2022 : L'atelier cookies de Marie-Laure Tombini, Éditions Mango ;
- 2021 : Fruits et Légumes : 40 recettes pour les aimer toute l’année, d'Évelyne Debourg, meilleure cantinière de France, Glénat jeunesse.